# Gaertnera walkeri
Gaertnera walkeri là một loài thực vật thuộc họ Rubiaceae. Đây là loài đặc hữu của Sri Lanka.